# Camarasa
Camarasa település Spanyolországban, Lleida tartományban. Camarasa Àger, Alòs de Balaguer, Balaguer, Vilanova de Meià, Cubells, La Sentiu de Sió, Os de Balaguer, Les Avellanes i Santa Linya és Llimiana községekkel határos. Lakosainak száma 805 fő (2024).

## Népesség
A település népessége az utóbbi években az alábbiak szerint változott:
| Lakosok száma | 465  | 2908 | 2498 | 1769 | 974  | 903  | 991  | 911  | 817  | 805  |
|               | 1717 | 1887 | 1936 | 1960 | 1986 | 2004 | 2009 | 2014 | 2019 | 2024 |